# Телевидение в Израиле
Телевидение в Израиле — часть комплекса средств массовой информации Израиля. Первые пробные телепередачи начались в Израиле с июня 1967 года, с конца 1969 года вещание Первого (общего) канала стало ежедневным. В 1981 году передачи израильского телевидения переведены в цветной формат. С начала 1990-х годов в дополнение к государственному телевизионному каналу начали появляться частные, в стране действуют несколько компаний кабельного и спутникового телевидения, конкурирующих между собой.

## История
В 1965 году Фонд Ротшильда основал в Израиле Центр учебного телевидения, с 1969 года перешедший в ведение министерства образования Израиля. В июне 1967 года впервые в истории Израиля в эфир вышли пробные телепередачи. Начавшись с одного дня в неделю, частота трансляций росла, достигнув вначале трёх дней в неделю (четыре часа по вечерам — два с половиной на иврите и полтора на арабском языке), затем, в середине 1969 года, четырёх, и наконец в конце того же года вещание стало ежедневным. С 1981 года израильский государственный канал перевёл все трансляции в цветной формат. С 1968 года в стране действовало Управление по телерадиовещанию, в ведении которого находился единственный канал, на котором велись также образовательное и детское вещание. С середины 1980-х годов Центр учебного телевидения, помимо образовательных передач, интегрированных в программу среднего школьного образования и Открытого университета, начал также выпуск программ для взрослых — специального журнала новостей, актуальных интервью и развлекательных передач.
Во второй половине 1980-х годов начал пробные трансляции второй канал национального телевидения. В 1990 году в результате более чем четырёхлетней кампании за легализацию частного телерадиовещания кнессет узаконил создание коммерческих каналов; согласно этому закону, телевизионные каналы определялись как национальное достояние, на ограниченное время передаваемое под контроль частных лиц при условии соблюдения ими требований закона. Второй канал стал коммерческим в 1994 году, но уже в 1993 году было создано Второе управление по радио и телевидению, отвечающее за Второй канал и местные радиостанции. Управление представляет собой общественную организацию, занимающуюся выбором (на конкурсной основе) и лицензированием компаний, ведущих трансляции на Втором канале; в 2000-е годы эфирное время делили между собой компании («Шидурей Кешет», «Решет» и «Тельад»), в распоряжении каждой из которых было по два дня в неделю, а вещание в субботу велось поочерёдно. В начале 1990-х годов начал работу дополнительный государственный канал, ведущий трансляции через спутники связи. С 2002 года в Израиле работает ещё один коммерческий телеканал — Десятый, а чуть позже начал вещание канал на русском языке. В 2016 году компании «Решет» и «Кешет», делившие эфирное время на Втором канале, начали вести раздельные трансляции. В 2017 году место Израильского управления телерадиовещания заняла Израильская общественная вещательная корпорация, что было сделано с целью увеличения эффективности. Новый орган располагает меньшим количеством сотрудников и передаёт заказы на производство передач субподрядчикам. С мая 2017 года место государственного телевидения занял канал «Кан», на котором в основном работают те же тележурналисты.
Широкое развитие в Израиле получили кабельное и спутниковое телевидение, предлагающие клиентам индивидуально формируемые пакеты каналов (как с местными программами — отдельные семейный, детский, спортивный, киноканал и т. д., — так и иностранных). Поначалу компании кабельного телевидения разделили между собой страну по географическому принципу, в результате чего конкуренция между ними практически отсутствовала; положение изменилось с возникновением в 2000 году компании спутникового телевидения Yes, после чего конкурентная борьба началась и между кабельными компаниями. Со временем из числа кабельных компаний выделился лидер — фирма HOT, составляющая основную конкуренцию спутниковой сети. У кабельных компаний отсутствуют свои новостные программы, и конкуренция с центральными каналами ведётся главным образом в сфере развлекательного телевидения.

## Достижения
С 2003 года Израильская академия кино и телевидения разделила свою премию на две группы номинаций — отдельно для кинопродукции и для телепроизводства. Количество телепремий, вручаемых академией, выросло с 14 в первый год до 44 в 2017 году.
Усиление конкуренции между компаниями, производящими телевизионные программы для израильской аудитории, привело к появлению высококачественной продукции. Израильский сериал «Бе-типуль» (ивр. בטיפול‎ — «На приёме»), вышедший на экран в 2005 году и рассказывающий о буднях психологической консультации, был адаптирован для англоязычной аудитории кабельной компанией HBO в 2008 году. Сериал HBO, «In Treatment», шёл три сезона, за это время завоевав две премии «Эмми» и «Золотой глобус». В 2011 году сериал израильской компании «Кешет» «Хатуфим» (ивр. חטופים‎ — «Военнопленные») был адаптирован американским кабельным каналом Showtime под названием «Родина» (англ. Homeland). Сериал, ставший одним из самых популярных в программе Showtime, выходил на протяжении семи сезонов подряд. В 2012 году израильский оригинал стал первым в истории сериалом на иностранном языке, доступным подписчикам веб-сайта Hulu в США.
В 2016 году права на показ израильского сериала «Фауда», трансляции которого начала за год до этого спутниковая компания Yes, приобрела корпорация Netflix. Сериал, идущий в оригинале — на иврите и арабском языке — с английскими субтитрами, стал одним из самых популярных на Netflix. С тех пор Netflix, Hulu и Amazon Prime Video предлагают клиентам многочисленные израильские сериалы — боевики и драмы — с субтитрами. В 2017 году новый сериал Yes «В рамках спектра» о трёх молодых аутистах дебютировал на кинофестивале «Трайбека» в США, а на первом в истории фестивале телесериалов в Каннах Canneseries был ещё до выхода на израильские экраны показан сериал компании «Кешет» «Бишвила ха-гиборим афим» (ивр. בשבילה גיבורים עפים‎ — «Для неё летают герои»).